# 槍彈辯駁 希望學園與絕望高中生
《槍彈辯駁 希望學園與絕望高中生》（日語：ダンガンロンパ 希望の学園と絶望の高校生）是一套由日本遊戲開發商Spike（株式会社スパイク）製作，於2010年11月25日開始發售的PlayStation Portable遊戲。該遊戲自發售前約一個月便開始推出相關的網絡漫畫及網絡電台，至於遊戲原聲帶則於2011年2月14日開始發售。

## 本作概述
此作是日本配音員大山羨代復出第一作，並首次為反派角色配音。雖然該遊戲於開始時的警告頁面表明禁止將任何遊戲內容上傳至網路，但官方其實容許玩家把第一章內容上傳給其他人觀看。
2012年12月7日将游戏改编为电视動畫，並取名《槍彈辯駁 希望學園與絕望高中生 The Animation》。監督由岸誠二擔綱，於2013年7月4日放映並於同年9月27日播送完畢。標題中的「ダンガンロンパ」一詞是由日文的弾丸和論破二字組成。但電玩通、巴哈姆特與木棉花國際都將代理譯名稱為「槍彈辯駁」。
2016年2月18日，PC 版本在 steam 上上架，2016年7月播放后续改编电视动画「槍彈辯駁3 －The End of 希望峰學園－」。

## 故事簡介
主角苗木誠於希望之峰學園舉行開學典禮當天踏進校門後不久便突然暈倒。當他醒來時發現自己身旁有一張和惡作劇沒兩樣的入學章程。他在看完章程後環顧四周，這下他才發現自己身在一個窗戶被金屬板所封閉的課室......

## 遊戲系統
該遊戲共分為三個難度（親切，和緩，整人），至於遊戲的畫面則以2.5D方式呈現。

### （非）日常篇
此部分内容是探索校园及与其他学生进行交流（学级裁判结束后可探索的校园范围将会扩大），并最终得出整个事件的真相。
可將於调查时或学级裁判结束后获得的「黑白熊金币」至贩卖机抽取礼物，并于自由行动时间赠送给NPC。如好感度增加则会获得有利于学级裁判进行的技能或SP。

### 非日常篇
事件发生后将进入此部分。在首次由3人以上发现尸体时，将全校通报「尸体发现公告」，之后将进行搜查，搜集「言弹」并为学级裁判做准备。尸体报告书则会以「黑白熊档案」的形式列出来。

### 学级裁判
在一定时间的自由搜查后，将举行「学级裁判」。学级裁判的游戏难度取决于游戏开始时的设定，遊戲開始便無法更改（第二代可在学级裁判開始前更改）。
不間斷討論
在限定的时间内，剧中人物会自动的将议论推进下去，若时间未用尽则从头继续（會扣分，但不影響發言力）。其中的发言会有与事实不符的地方（弱點），需要使用言弹进行「论破」。论破成功可继续游戏，而失败则会扣除发言力。
对于发言中薄弱的地方，会用黄色字体标示出来，而言弹必须击中黄色字体才算有效。
对于某些情况，需要對準弱點长按△进行记忆。被记忆的发言将转为「临时言弹」。临时言弹只能发射一次，查看弹夹（長按L鍵）及更换言弹都会导致临时言弹消失。但在时间限制内言弹的记忆功能可无限次重复使用。
长按R键可进入「精神集中」状态。在此状态下，议论的进程将减慢，同时准星的偏移也受到抑制，使得可以更容易瞄准。精神集中需要消耗集中力槽，当集中力槽消耗完毕后将无法进入精神集中状态。集中力槽会随时间恢复。
在难易度设定为「和緩」、「整人」的状态下，将会出现与议论无关的杂音（紫色字體）（難度在親切時不會出現雜音）。言弹會被雜音擋住，擊中雜音無效。这时需要使用消音器（○键）消音。击中杂音会获得少量时间回复，但是击中发言将会扣除大量时间作为惩罚。
闪耀字谜
在限定的时间内，按顺序击落文字使得文字组成问题的答案，让讨论进行下去。文字击落所需的按键次数取决于文字的颜色。若是击落了错误的文字则会扣除发言力。
R键的功能与无休止议论相同。
机关枪舌战（M.T.B.）
与意见对立而又无法讨论的人所进行的环节。一一破坏对方的发言后再用言弹击破最后的质问来达到与讨论相同的效果。若一定时间内无法破坏对方的发言将扣除发言力。
需要配合音乐来按下按键以达到期望的功能。若连续在恰当的时机按下按键，则会达成COMBO数。COMBO累积到一定程度时节奏就会变快，使得再相等的时间内能进行更多的操作。相反，若MISS次数过多，节奏就会减慢。
在难易度设定为「和缓」和「整人」的状态下，将会出现子弹数量限制。子弹用尽的情况下无法破坏对方的发言，因此需要不时依照节奏装填子弹。
按下R键会进入「狂欢时刻」。在此状态下节奏将强制提升至最高速度，并无视玩家的按键失误，同时子弹保持满弹状态不会减少。狂欢时刻需要消耗集中力槽，当集中力槽消耗完毕后将自动退出狂欢时刻。
对方也可消耗集中力槽以进入「负面状态」。在此状态下将隐藏节奏点，并且时间限制将会减少。
高潮再現推理
学级裁判的最终环节。事件将以漫画的方式表现出来，需要在限定的时间内回顾整个案件并补全空缺的地方。若出错则扣除发言力。
此环节将不计入学级裁判的总评。

## 登場人物

### 主角
苗木誠（Naegi Makoto，配音員：緒方惠美／舞台劇演員：本鄉奏多）
生日2月5日／血型A型／身高160cm／體重52公斤／胸圍75厘米
本作的主角。當屆唯一一位以全國隨機分配抽選，而得以进入希望峰學園就讀的學生，並以「超高中級的幸運」（超高校級の「幸運」）身份入學。比他人稍微積極一點是自己認為的優點，父母與妹妹對於入學希望峰學園感到非常高興。不過自從進校後，一直惡運連連的碰到倒楣事，被黑白熊戲稱「超高中級的不幸」（超高校級の「不運」）。
第一章因對舞園沙耶香的好感而被認為是犯人，但在學級裁判中表現其驚人的邏輯推斷能力，最終找出真兇，以後亦是如此在學級裁判中引導眾人思考破案關鍵。事後往往不責怪各死者生前的不良意圖，堅定對抗幕後黑手的決心，並表示“我會一直背負着同伴的死前進”。在查案過程中與不少同學，尤其是與霧切建立緊密的關係，後來經過與霧切一連串的合作，亦不時為霧切隱瞞一些秘密，包括無意間發現大神被迫成為黑白熊内應的事，為了不讓大家產生不安而沒有說出去。在「分身人格（Alter Ego）」（又稱「另一個我」）的提議與霧切的贊成下，苗木冒著被發現的風險，進入廁所的密室裡連上網路向外面求救，並把「分身人格」當作是同伴，交代它不要太過勉強。
第五章時因為被霧切栽贓而被以「補習」（detention）（被重錘砸死）的方式處刑，但被「另一個我（Alter Ego）」侵入系統並阻止處刑過程，而掉進垃圾填埋坑中，被霧切找到並帶出後，向黑白熊提出重開學級裁判的要求。
第六章和雾切探索黑白熊剩餘開放的房間，雖然仍受到黑白熊的干擾，但經過搜查之後，最終確定了整個自相殘殺遊戲的真面目（包括原來的學校改造為避難所的計劃，全員失憶等），並指出黑白熊的真正身份是並沒有死去的江之島盾子。在江之岛说明了外面世界的绝望，并试图迫使众人接受绝望，甚至投票杀死苗木时，苗木以希望说服了眾人，使所有人全部投票给江之岛。被霧切称为「超高校级的希望」（超高校級の「希望」）。江之岛被处刑后，用其留下的逃出裝置打開學校的封閉門，前往外方未知的世界。最終六名生還者之一。
和十神、霧切在第二部前加入了未來機關，成為第十四支部的成員，之後在續作與絕對絕望少女中均有出場。
IF線劇情中誤抽中偽·脫出開關而慘遭電擊，然而卻陰差陽錯恢復了記憶，後在戰刃即將遭受懲罰時將其救出，自己卻被鐵槍刺中，被戰刃骸劫走後急救處理，並且在戰刃骸在最抗黑白熊的時候在霧切響子的協助下向大家說明一切的真相並協助戰刃骸取得信任，並且於最後得到真正的脫出開關，與大家一起離開。舞台劇中沒掉進垃圾場。

### 主要人物
舞園沙耶香（Maizono Sayaka，配音員：大本真基子／舞台劇演員：田中日奈子→後藤郁）
「超高中級的偶像」（超高校級の「アイドル」）。生日7月7日／血型B型／身高165cm／體重49公斤／胸圍83厘米。
全民級偶像團體的主唱，與苗木過去皆為根黑中學的學生。很容易就能猜中苗木的想法，自稱有超能力，真相不明。很重視過去所屬的偶像團體的同伴們。
第一章中受到黑白熊對其人生倚賴的恐吓，在害怕其在外面所努力的偶像乐团因自己而被解散，想设计陷害苗木誠，但被桑田憐恩反杀，临死前仍然留下凶手是桑田憐恩的暗示，霧切推測那並不是為了報復桑田、而是為了拯救苗木所留下的訊息，而她的死亡也促使苗木真正面對這場殺人遊戲。對苗木誠有明確的好感。
IF線劇情中在換房間時發現苗木暈倒而放棄殺人計劃，照顧了苗木整夜。後被桑田救下，決定將殺人衝動告訴同伴。
舞台劇劇情裡寫的死前訊息，字體大到自己的身體擋不住。續作中她留下來的死亡訊息被苗木設定為「新世界程序」的關鍵密碼，而在絕對絕望少女中，死亡畫面又被放出來再虐玩家一次。
唯一一個利用公開徵選的方式，選出舞台劇演出人選的角色。
在番外作：《槍彈學園》中如果將其好感度刷滿的話，會在離開學院前對苗木坦白自己喜歡的人，兩人地腦中還奇蹟地浮現本傳遊戲中苗木對她承諾會讓她出去時的記憶。
桑田恩（Kuwata Leon，配音員：櫻井孝宏／舞台劇演員：宮下雄也）
「超高中級的棒球選手」（超高校級の「野球選手」）。生日1月3日／血型A型／身高175cm／體重67公斤／胸圍80厘米。
高中棒球全國大會常勝學校的王牌兼第四棒，但其實並不喜歡棒球，只是隨便打打，性格輕浮而導致自己被舞園沙耶香當作殺害目標。目標是想成為超高中級的音樂人。和苗木關係變好後會表示其實內心是真的喜歡棒球的，並表示等離開希望峰學園後要回去打棒球。
第一章受舞園沙耶香邀請前往房間相約，差點被殺，後反殺了舞園沙耶香。舞園沙耶香臨死前用自己的血在衛生間的牆壁上寫下了桑田憐恩的名字「LEON」，由於是背身寫字的原因，字體反轉了180°，因此看起來是數字11037，使其在學級裁判被成功指認為凶手，被黑白熊以「千本打」（以發球機不斷發出棒球擊打身體）方式處刑。: IF線劇情中在舞園被黑白逼入崩潰狀態時搶走葉隱的水晶球將黑白熊擊毀，並誤以為舞園要向他表白。
霧切響子（Kirigiri Kyouko，配音員：日笠陽子／舞台劇演員：岡本玲）
「超高中級的偵探」（超高校級の「偵探」）。生日10月6日／血型B型／身高167cm／體重48公斤／胸圍82厘米。
唯一沒有透露出自己超高中級才能的學生，性格冷靜。雙手曾遭火燒傷而留下醒目的傷疤，因此一直戴著手套，後面經過與苗木一連串的合作，漸漸對苗木產生好感。在各個學級裁判中都展現不尋常的觀察能力與超群的推理。經常親自檢查受害者屍體，協助苗木找出真兇。比眾人更早窺探整座學園最大的秘密，因此經常獨自行動兼行踪過於隱秘，不時受到其他同學猜疑，在第五章被十神沒收了房間鑰匙，但當時已持有萬能鑰匙（於被大神櫻破壞門鎖的校長室中取得）而仍能自由進出校園各處。
第五章第一次學級裁判中為了保住自己能繼續揭露真相，栽贓苗木，導致苗木差點被處刑，最後感到後悔。苗木被另一個我（Alter Ego）所救後，隨之也進入苗木所掉進的深坑中，帶領苗木離開，途中想起自己的真實身份為「超高中級的偵探 （超高校級の「探偵」）」，是通過為了再次會見作為校長的父親而自薦進校，推測黑白熊原本要剷除的目標是自己，但被苗木質疑第一次裁判的正當性後改變了計劃。逃出深坑後，和苗木要求黑白熊以解開幕後黑手之謎為目的重新開始學級裁判。
第六章中和苗木探索了校長室，發現了父親的遺骸，並想起在失憶前曾打算和校長討論有2名絕望者混入了避難所計劃。在江之島被處刑後，離開學園時說會跟隨苗木一起前往外方未知的世界。
最終六名生還者之一。後與苗木等人一同加入未來機關。
IF線劇情中主動找到戰刃談話，得知了超高校級的絕望的目的，並在記憶恢復前確認了自己的身份。
在遊戲中主角邀請霧切外出時，會從霧切的口中得知能成為家人的人才脫下手套，並調侃主角你要報名嗎？
舞台劇劇情中因為後半場與戰刃案大幅簡化，沒跟苗木吵架也沒差點被處刑，倒是看到了老爸的影像留言（由不二咲AI找出的檔案）。
於二代最後出場，與苗木、十神兩人同前往新世界程式援救日向等人，援救成功後三人搭船回去未來機關第14支部。
十神白夜（Toga-mi Byakuya，配音員：石田彰／舞台劇演員：小澤亮太→中村優一）
「超高中級的名門公子」（超高校級の「御曹司」）。生日5月5日／血型B型／身高185cm／體重68公斤／胸圍81厘米。
為世界級巨大集團——十神財團的繼承人，自幼便被灌輸帝王學的觀念長大。是自我至上主義者，完全不會顧慮他人的心情與立場。因為十神財團是實際上支配了世界的一族，因此知道很多不能公開的秘密與事件調查報告。性格孤傲且十分傲慢，對自己的決定很有信心，且不愛和人結伴，对他人常以蔑视的口語说话。極度討厭經常跟蹤自己的腐川，經常施以惡毒的命令。
起初將這次殘殺活動作為一個遊戲來對待，包括在第二章偽造了滅族者翔的殺人現場，多次在學級裁判中乾擾推理過程，特別執著於表現突出的苗木。但自大神櫻的死令其醒悟到不能喪失人性，而不再將這個活動視為遊戲，開始尋找活動的幕後黑手。遊戲中與苗木關係變好後，於對話中會提到自己是在十神家的「特殊世襲制度」下獲勝的「被選上的人」，因此背負著要保持勝利的宿命與覺悟。
最終六名生還者之一。而根據江之島最後的供述，十神財團家族由於「希望之峰學園史上最大最惡事件」而引起的社會劇變，已經全部死亡。
IF線劇情中幾乎沒有任何表現，反倒想在苗木得到處理之後將其拷問，對戰刃的情報也是半信半疑。
山田一二三（Yamada Hifumi，配音員：山口勝平／舞台劇演員：向清太朗→松尾駿、雨野宮將明（二人一役））
「超高中級的同人作家」（超高校級の「同人作家」）。生日12月31日／血型A型／身高170cm／體重155公斤／胸圍150厘米。
有著超高人氣的同人作家，有嚴重的妄想癖，個性容易逃避現實。獨鍾二次元的一切事物，直言對三次元的女孩完全沒興趣。實際上對三次元的女孩還是很有興趣。稱呼他人時都是用「全名+殿」。製作手辦的技術極為高超，但字寫得很醜。
第三章對不二咲留下的人工智能「另一个我」萌起二次元的宅心，與變身為石田模式的石丸爭奪笔记本电脑的擁有權，因而被霧切大大責備一番。被賽蕾絲以有兩名兇手就能兩人倖存誘惑，成功设计杀害石田模式的石丸，后来被賽蕾絲殺人滅口，临死前回想起与众人的关系，并说出了瑟蕾絲媞亞實姓的遺言。
IF線劇情中得知自己構思的同人本已經完成。
舞台劇劇情中山田/石丸案被砍掉，山田是在大神櫻案投票投給賽蕾絲而死。
大和田紋土（Owada Mondo，配音員：中井和哉／舞台劇演員：八神蓮→村田充）
「超高中級的飆車族」（超高校級の「暴走族」）。生日6月9日／血型O型／身高187cm／體重76公斤／胸圍86厘米。
日本規模最大的「暮威慈畏大亞紋土」（クレイジーダイヤモンド）飆車族第二代總長，老是宣稱自己窮兇極惡，但對充滿人情味的「男子漢約定」這句話絲毫沒有抵抗力。有時過於衝動，但仍挺重情義。與石丸在一次爭鬥后成為好兄弟。有著緊張就會說話像怒吼的怪癖，因此對女性告白已十連敗。雖然言行舉止看似粗暴無禮，但絕對不會對女性使用暴力。由於把一切都奉獻給「暮威慈畏大亞紋土」而對畢業後的未來感到不安，在苗木的鼓勵下決定要成為世界第一的工匠。
第二章忌妒想克服軟弱的不二咲千尋，用啞鈴打死了不二咲。在学级裁判被成功指认为凶手後，被黑白熊以「摩托車死亡牢籠」（猛多亜最苦婁弟酢華恵慈 / モーターサイクルデスケージ）方式处刑，變成一盒奶油。在處刑前揭开自己最深的秘密：为了挑战其哥哥兼暴走团第一代總長——大和田大亞，而與其进行摩托車比試，想要藉此證明自己比大哥還強。沈浸在決鬥中而沒有發現卡車，在差點被撞上時被哥哥所救，由於自身的軟弱害死了兄長。之後為了不使整個團隊分崩離析，而隱瞞事實真相繼任為第二代總長。但是內心中卻因為此祕密而感覺自己其實很懦弱。
IF線劇情中奪走了黑白熊駕駛的妄圖帶走戰刃的巨型摩托車，並救出了被眾多黑白熊們活捉的戰刃。
舞台劇劇情中沒有因為蒸汽浴而弄壞電子學生手冊的情節。
腐川冬子（Fukawa Touko，配音員：澤城美雪／舞台劇演員：大澤光→七木奏音）
「超高中級的文學少女」（超高校級の「文学少女」）。生日3月3日／血型O型／身高164cm／體重47公斤／胸圍79厘米。
卻是以年輕人氣女性小說家身分聞名的高中生，擅長寫戀愛小說，然而本人的性格卻十分陰沉，另外也不擅長與人交往。对十神近乎痴迷般的迷恋。完全不承認純文學之外的創作，特別是對於御宅類的東西更是斷然拒絕。
第二章學級裁判被十神揭發另外一個身分，都市傳說中的殺人魔——滅族者翔，是腐川的第二人格的存在。
最終六名生還者之一。但在Other end中已過世。
IF線劇情中被戰刃流血的手成功召喚出了屠殺者翔，跟大神搏鬥不落下風，後被十神訓斥時犯花癡，從而被眾人控制住。
屠殺者·翔
「超高中級的殺人魔」（超高校級の「殺人鬼」），腐川的第二人格，與腐川只共享知識但記憶是分開的，透過打噴嚏切换人格。對十神也是近乎痴迷般的迷戀。
近期都市傳說化的連續殺人犯，喜歡用尖銳的剪刀把人殺死後再十字吊起，且會在殺人現場用死者的血寫下「鮮血狂歡（チミドロフィーバー）」的血字。了解一部分故事發生前的「希望之峰學園史上最大最惡事件」。
瑟雷絲蒂亞·盧登堡（Celestia Ludenberck，配音員 ：椎名碧流／舞台劇演員：池端玲名）
「超高中級的賭徒」（超高校級の「ギャンブラー」）。生日11月23日／血型A型／身高164cm／體重46公斤／胸圍80厘米。
對於欺騙對手有著卓越才能的機運型天才，在賭博領域有著出眾的發揮，有讓無數人瞬間破產絕望自殺的恐怖傳說，把自己的名字、出身、血型等一切都用謊言覆蓋住。
性格冷靜，卻是個嘴巴惡毒到能讓聽者被罵到渾身顫抖、一時難以違抗的人。總是以微笑的表情和他人相處，但一發怒就會容貌大變的豎起戴著指套的食指對人。髮型為雙馬尾弄成很大的直捲髮型、相當喜愛做歌德羅莉裝扮。有著給人打評價的嗜好，在學生中只有苗木是她唯一一個改打C評價的人。
和十神相同，都把參加學級裁判當成在玩遊戲，而且和其他亟欲離開學校的人不同，很能享受封閉的學校生活。但其實很早就有逃出的念頭，第三章時受到黑白熊一百億日元的誘惑，而設計利用山田殺死了石丸，然後殺害山田滅口。最終被成功指認為凶手，並揭露了真名為安廣多惠子（Yasuhiro Taeko），願望是擁有一座西洋大宅和大量的男僕侍候，在追求的過程中連自己原本的性格和原則也可以矇騙，為此也感到自負。死前雖表示不太相信眾人的希望，但仍暗中交託霧切要好好守護。
被黑白熊施「凡爾賽宮式火刑女巫狩獵套餐」（ベルサイユ産火あぶリ魔女狩リ仕立て）方式處刑，在中世紀女巫火刑進行到一半時，被黑白熊駕駛的消防車撞死。
IF線劇情中表現不多，似乎知道芬里爾傭兵的事情。
舞台劇中看到大神服毒後，就拿起球棒猛毆大神頭部，為了享受「以生命當賭注的賭博」，下注（投票）自己才是兇手。但黑白熊判定正解為大神自殺，瑟雷絲愉快的被處刑。
朝日奈葵（Asahina Aoi，配音員：齋藤千和／舞台劇演員：藤江麗奈、大島渚（二人一役）→佐藤堇、岩田華怜、松田彩希（三人一役））
「超高中級的游泳選手」（超高校級の「スイマー」）。生日4月24日／血型B型／身高160cm／體重50公斤／胸圍88厘米。
性格樂天開朗，有著小麥色肌膚的運動少女。不仅在田徑以及其他相關運動上有極優秀的水準，在最擅長的游泳上，有著數度刷新全國高中游泳紀錄的實力。因為精力十足而顯得吵鬧，在某種意義上有可說是希望峰學園的開心果。隨著時間推移，越來越怨恨慘烈的死亡。與大神櫻關係相當親近。和大神同樣都有補充蛋白質就能治癒疾病傷痛的想法。
第三章在澡堂發現意外發現不二咲遺留下在筆記本電腦裡的程式——另一個我，誤以為是不二咲的幽靈。
第四章中無法接受大神的自殺，後來被黑白熊偽造的遺書慫恿，以為對方是因眾人不信任而自殺，於是決定在學級裁判誤導大家，以全員死亡為小櫻報仇。
最終六名生還者之一。
IF線劇情中表現不多。
舞台劇中沒有對大神案動手腳，但還是充分展現了跟大神的友情。

石丸清多夏（Ishimaru Kiyotaka，配音員：鳥海浩輔／舞台劇演員：高木萬平→杉江大志）
「超高中級的風紀委員」（超高校級の「風紀委員」）。生日8月31日／血型A型／身高176cm／體重66公斤／胸圍79厘米。
成绩優異，為人正直，品行端正，非常認真過頭且重情義的熱血少年，不論是多麼緊繃的場面也總是能好好地遵守法律或規則，有時因此而顯得過份率直。
第二章與大和田紋土在桑拿室比耐力（強迫苗木當裁判），第二天突然與大和田變成好兄弟。學級裁判不相信大和田殺了不二咲處處為兄弟辯論，最後無法承受大和田被處刑而崩潰大哭。
在第三章時點一直意志消沉，直至詢問Alter Ego對自己主人被殺的事感言，被系統模擬的大和田有所激勵，立刻釋懷變成白髮、雙眼燃火、熱血過頭的石田模式。被賽蕾絲與山田設計，而被山田從背後襲擊死亡。
IF線劇情中恢復部份記憶後向黑白熊以及幕後黑手正式以十五人的身份宣戰。
舞台劇劇情中，提早在不二咲案的審判後就死了。因為不投給大和田，與摯友大和田一同被處死。
石田
名字來自石丸的「石」跟大和田的「田」，性格亦混合自兩人，因大和田遭處刑後被Alter Ego的模擬大和田激勵所誕生的人格，卻也因此跟山田產生嫌隙。
大神櫻（Ogami Sakura，配音員：松本和香子／舞台劇演員：山口幸惠→山崎靜代）
「超高中級的格鬥家」（超高校級の「格闘家」）。生日9月13日／血型A型／身高192cm／體重99公斤／胸圍130厘米。
強悍到不行的格鬥少女。受到武道家父親的影響，從小便精通各式各樣的武術，將肉體與精神鍛鍊到極致的女子高中生。與同樣是運動系的朝日奈是十分要好的朋友。人生的目標是達到綜合格鬥技的頂點。本人就是最強的生體兵器，但有著和外表不同的極度穩重個性與協調性，平日行事也很守規矩。雖是女性但對自己受傷的話不會介意，不過對同伴受傷這點會看得極重，情緒也會因此激昂起來。有著相信補充蛋白質就能治病和療傷的想法。意外地有與外表不同的少女心
在第四章被黑白熊揭露其為內應，本應負責打破沒有殺人事件的膠著狀態，惟料不到舞園殺人所帶來的連鎖效應，使之在第二章開始一直待機，期間知曉第十六人的存在。在遺書中提及以她家族的道場作為要脅。
曾經邀請十神、葉隠和腐川商談自己做好犧牲的覺悟，但被前者無視和被後兩者誤解並攻擊。服毒自殺後黑白熊宣讀了其留下的遺書，確切地提醒剩下的人們應該停止相互殘殺，要相互合作照應，成為了各人心境的轉折。也提及了幕後黑手一些秘密（黑白熊宣讀時表示差點穿幫），並破壞了校長室的門作為威脅。
在IF線劇情中第一個相信恢復記憶的苗木誠所說的事實，並且和大和田一起支援即將被黑白熊擊敗的戰刃骸。
葉隠康比呂（Yasuhiro Hagakure，配音員：松風雅也／舞台劇演員：松風雅也、石田明→松風雅也、長田庄平（二人一役））
「超高中級的占卜師」（超高校級の「占い師」）。生日7月25日／血型B型／身高180cm／體重71公斤／胸圍82厘米。
留級3次，在眾人中年紀最大。留級了三年，入學時已經20歲。擅長腦中突然降下靈感的直覺占卜，自豪有恰恰30%的機率作出準確預知。性格捉摸不定，髮型是爆炸的刺蝟頭，總是自我中心。雖然時常擅自行動，實際上比誰都要膽小。
經常看錯事情和問題的重心，獨自的辯護和推理沒有明顯說服力。但很有商業頭腦，有機會就要求替人高價占卜或販賣道具拼業績。不善說謊，為人也算爽快，遊戲中第四章以為自己是兇手，被揭穿後就很直接地承認並要求處刑。
在最終六名生還者之一。但在各代遊戲體驗版、動畫播映前宣傳廣告中皆為被害者。
江之島盾子（Enoshima Junko，配音員：豐口惠／舞台劇演員：神田沙也加）
「超高中級的辣妹」（超高校級の「ギャル」）。生日12月24日／血型AB型／身高169cm／體重44公斤／胸圍90厘米。
流行雜誌出名的業餘模特兒，極度沒耐心，有著領袖魅力的女孩。喜怒哀樂分明，性格表裡如一而率直。是第十六名高中生戰刃骸的雙胞胎妹妹，於故事開始前與姐姐交換了身份。是整起故事的幕後黑手之一。
在第一章中，由於想體驗殺死姐姐的絕望感，而以對黑白熊施暴為藉口，將戰刃所偽裝的「江之島」以召喚「快來救我永恆之槍！」（被無數永恆之槍穿刺）處死。
在第六章中被苗木指認出是事件的幕後黑手而現身，承認了自己與戰刃骸的雙胞胎姐妹關係，自稱兩人並稱為「超高中級的絕望」— —絕望姐妹。說明了世界的絕望情況，並迫使眾人選擇絕望，最終在苗木說服了眾人接受希望後，被眾人一致投票而輸掉遊戲，並主動選擇被處刑，以被殺絕望的興奮地自動自發接受「超高中級的絕望之懲罰」（全部六個處刑的大集合）處刑，並留下離開學校的逃生開關裝置。
本人雖然已在本作的最後死亡，但在往後的劇情依然有著舉足輕重影響力，if劇情則並未死亡，並相信78期生會回來學園。
不二咲千尋（Fujisaki Chihiro，配音員：宮田幸季／舞台劇演員：石田晴香、奧仲麻琴（二人一役）→石田晴香、泉貴、森山千菜美（三人一役））
「超高中級的程式設計師」（超高校級の「プログラマー」）。生日3月14日／血型A型／身高148cm／體重41公斤／胸圍70厘米。
外表是我見猶憐的嬌小少女，在電腦程式設計方面有著出類拔萃的才能，性格怕生且有著極為嚴重的自卑情結。心地非常的善良，即使被蚊蟲叮咬也不忍去拍打蚊蟲。
為了想變強，而找大和田討論，將身為男生的事告訴了大和田，第二章中邀請大和田紋土進行鍛練而被對方因妒忌而打死。不過大和田在最後還是遵守兩人的約定，在偽裝現場時把不二咲的屍體帶去女更衣室。霧切檢查屍體時發現為偽娘。
舞台劇劇情中大和田沒有把他的屍體換到女更衣室。
另一個我（Alter Ego）
死前不二咲在找到的筆記本電腦中安裝的以自己為原型的人工智能程序——Alter Ego，在第三章被朝日奈發現。正在分析電腦的資料，揭露了可能眾人以前是相識的關係以及「人類史上最大最惡的絶望事件」。
第四章被黑白熊以替代大神的處刑「挖土機達人」用挖土機摧毀其所在的筆記本電腦。此人工智慧程式在第2部中擔任新世界的程式管理者。
戰刃骸（Ikusaba Mukuro，配音員：豐口惠／舞台劇演員：神田沙也加）
「超高中級的軍人」（超高校級の「軍人」）、「超高中級的絕望」。生日12月24日／血型AB型／身高169cm／體重44公斤／胸圍82厘米，第16名超高中級的高中生。
黑髮，臉上有雀斑，僱傭兵軍團「芬里爾」成員，戰鬥力十分強大，學生手冊指出其入學檢查時毫無外傷。江之島盾子的異卵雙胞胎姐姐，生日、身高與盾子一樣，也是幕後黑手之一。
第一章霧切就對學級裁決的參與人數提出疑問，第二章曾有人從黑白熊得知還有一名參與者，第四章由霧切告訴苗木第16名參與者的姓名。
劇情最初出現的江之島即為她偽裝而成，第一章中原本是想給其他學生威嚇而作戲，卻被臨時起意的黑白熊（真正的盾子）殺死，屍體曾被妹妹試圖栽贓陷害霧切。極度妹控。本身不擅與他人交流，偽裝成盾子時的活潑模樣都是裝出來的。對苗木有好感，只有在苗木幫全班拍照時會看著鏡頭。
在二代附贈的官方小說《槍彈辯駁:IF》的平行世界劇情中，被部分記憶復甦的苗木所救未死，後被苗木說服想讓盾子絕望（即計畫失敗），幫助所有其他學生一起全員脫逃。
黑白熊（Monokuma，配音員：大山羨代→TARAKO（槍彈辯駁3 －The End of 希望峰學園－未來篇開始） ／舞台劇配音：同左）
自稱是「希望峰學園校長」的玩具熊布偶，由讓人感到可愛的白色半邊及表情邪惡的黑色半邊組成。不管是多麼悲淒的場面，都會不停地開一些低級的玩笑，性格極為惡劣。能夠在學園範圍內近乎無限制地出場，實際上在學園內有非常多的複製體。
對於「遵守校園生活的規則」這一點有強烈的執著。有立下禁止對黑白熊施暴的規定，並以此為藉口處死了對自己動粗的江之島盾子（實為戰刃骸）。隨著故事推進與真相的揭露，雖然嘗試掩蓋自己的真實身份，但在第六章被苗木指認出其操縱者為真正的江之島盾子。在所有人離開後仍持續活動。

### 其他人物
霧切仁（配音員：山口勝平（一代遊戲）→小山力也（一代動畫開始）／舞台劇演員：風間徹※影片出演）
希望峰學園真正的校長，为雾切响子的父亲。在互相殺戮的學園生活開始前，被黑白熊以「宇宙旅行」方式处刑（被綁在椅子上裝進火箭，火箭極速上升到太空後又極速下降到地上後變成白骨），留下视频记录提及為苗木等超高中級的學生們設計了寄宿生活的避难計畫。
苗木困（配音員：澤城美雪（一代遊戲）→內田彩（绝对绝望少女開始））
苗木誠的親妹妹。生日5月31日／血型A型／身高163cm／體重49公斤／胸圍84厘米。
大和田大亞（配音員：小西克幸）
大和田紋土的兄長，壓制日本關東的大型暴走族「暮威慈畏大亜紋土」的初代總長。在紋土要接任二代總長的比賽中為了保護紋土而遭車撞擊逝世。
健一郎
大神櫻唯一認可的對手，也是大神的暗戀對象。卻因為染上重病身體虛弱，而無法再與大神一戰高下。
色葉田田田
「超高中級的植物學者」（超高校級の「植物学者」），被捲進人類史上最大最惡的絕望事件——「希望之峰學園史上最大最惡事件」中而殞命。希望峰學園5樓植物園的「黑白熊之花（黑白熊親自取名）」就是他培育出來的。

### 《槍彈辯駁／零》
前傳小說，共2卷。小說《槍彈辯駁／零》登場人物。
音無涼子
有記憶障礙的紅髮少女，所以隨身攜帶著「音無涼子的筆記本」以防萬一。非常喜歡松田夜助。
真身为江之岛盾子，导致了「希望峰學園史上最大最惡事件」。在此之后被松田夜助导致失忆并因此被伪装成音无凉子。但一切如江之岛盾子所计划般进行。音无凉子随着事件推进而逐渐恢复记忆，并且声称自己对松田的爱是故意培养的，令松田感到绝望想杀死自己，但最终杀死了松田，并使凉子的人格失去存在意义而消失。
松田夜助
「超高中級的神經學者」（超高校級の「神経学者」），第77期A班學生。
音無涼子的青梅竹馬。手不離漫畫的毒舌少年，常常罵音無涼子為「醜女」。
由于曾经被盾子表白而喜欢她，为了保护她而想方设法隐藏她与「希望峰學園史上最大最惡事件」的关系而维持作为涼子的失忆，甚至杀死許多知情者。但最终被恢复记忆的盾子道出两人的爱不是真实的而絕望地想杀死盾子，但最终反被盾子所杀。
盾子失忆的原因是盾子利用松田来亲自测试「记忆控制」的技术，为游戏第一作的事件准备。
神代優兔
「超高中級的情報員」（超高校級の「諜報員」），第77期A班學生。
存在感非常薄的小個子，為人好色。受凉子委托调查「希望峰學園史上最大最惡事件」，但由于发现「希望峰學園史上最大最惡事件」与凉子和松田的关系，而被松田暗杀。
斑井一式
「超高中級的保鏢」（超高校級の「ボディーガード」），
學生會的成員兼保鏢，自稱是不死之身。「希望峰學園史上最大最惡事件」發生後失去蹤影，為了雪恥而追殺事件相關人音無涼子。
实际上有七个兄弟，名字分別為斑井二式至八式，通过心灵感应达到同步行动的目的，但七名兄弟都在袭击凉子的时侯死于多人手下。
村雨早春
「超高中級的學生會長」（超高校級の「生徒会長」），第77期A班學生，學生會的會長。
「希望峰學園史上最大最惡事件」的倖存者之一，重傷昏迷。实际是为了逃避「希望峰學園史上最大最惡事件」而假装昏迷，但当听见江之岛盾子的名字后因害怕而失控而被为了防止秘密泄露的松田杀死。

### 《槍彈辯駁霧切》
小說《槍彈辯駁霧切》登場人物。內容關於霧切響子初中時的過去。
五月雨結（Yui Samidare）
高中生偵探，被響子叫作結姊姊，相當的被響子信任。

## 名詞解釋
私立希望峰學園（私立希望ヶ峰学園）
本作品的舞台，一間擁有上百年歷史的私立學校，那兒集合來自全國的精英。如果可以在這間政府公認特權的學校畢業的話就和得到成功的人生沒有兩樣。
超高中級的（超高校級の）
每個就讀希望峰學園的學生（游戏角色）都有與別人不同的地方，引號內的正是其過人之處的身份，相应地该角色在该方面十分专长。
例如超高中級的棒球選手，有鷹眼一樣的動態視力與超人般的臂力。
校規
希望峰學園的學園長黑白熊特別訂下的，強迫學生遵守的規則。
校規的內容可於電子學生手冊裡確認，校規會根據現場、事情、狀況等而有所增加。
電子學生手冊
每位学生均配备的一台PDA，上面记载有使用者姓名及其超高校级的身份、校规、地图等，游戏版本则还会记录同学间的详细资料及获得的礼物。
遇上事件时死者的死亡报告会被黑白熊以「黑白熊档案」的形式发送至电子生徒手册上。
调查时所发现的线索（言弹）也可以于这里确认。
学级裁判
事件发生后所必须进行的一项活动，由剩余学生讨论并投票指出谁是凶手。
所有学生均有义务出席学级裁判。
当指认正确时只有凶手会被处罚，然而指认错误时除了凶手以外的所有人都要接受惩罚，而凶手则可以畢業。
處罰
意指處刑。有被電椅電死、在毒霧中無法呼吸而死、被巨風撕成碎片而死，種類有許多，全看黑白熊決定選擇但是只能在學生違反校規和學級裁判後才能使用
動機
黑白熊為了讓學生自相殘殺而準備的事件，例如不發生殺人事件就說出學生們的秘密、讓學生看到不想看到的影像、出現畢業生就送一百億、說出叛徒讓學生陷入不安的氛圍。
黑白熊檔案
每當殺人事件發生時黑白熊就會給學生的驗屍報告，內容記載了被害人的姓名，致命傷和推測死亡時間等。
如果死亡時間是事件的重點的話將不會記載死亡時間。
屍體發現廣播
當一具屍體被三人以上的人同時發現時播放。當一具屍體已經被發現後播放的話，之後的那具屍體不論再被發現幾次都不會再播放。
黑白熊廣播
早上七點和晚上十點會準時播放，主要用來通知時間。
超高中級的絕望
指的並不是單一一個人而是一個團體 ：沉溺於絕望，想要讓全世界都陷入絕望的一群人。

## 主題曲
《再生 - rebuild -》
作詞：em:óu，作曲、編曲：言瀨聰志，歌：緒方惠美

## 網絡廣播
『辯駁廣播 希望的嘉賓與絶望的緒方』、2010年11月19日至2011年4月28日。全22回。
主持
緒方惠美（苗木誠 役）
嘉賓
- 第1回（2010年11月19日 放送）：石田彰（十神白夜 役）
- 第2回（2010年11月26日 放送）：石田彰
- 第3回（2010年12月3日 放送）：松本和香子（大神櫻 役）
- 第4回（2010年12月10日 放送）：大本眞基子（舞園沙耶香 役）
- 第5回（2010年12月17日 放送）：山口勝平（山田一二三 役）
- 第6回（2010年12月24日 放送）：高田雅史（音樂）
- 第7回（2010年12月31日 放送）：大山羨代（黑白熊 役/只有留言）
- 第8回（2011年1月14日 放送）：澤城美雪（腐川冬子 役）
- 第9回（2011年1月21日 放送）：椎名碧流（瑟雷絲蒂亞·盧登堡 役）
- 第10回（2011年1月28日 放送）：松風雅也（葉隠康比呂 役）
- 第11回（2011年2月4日 放送）：小松崎類（角色設計）、丸谷竜也（導演）、小高和剛（腳本）
- 第12回（2011年2月10日 放送）：松本和香子
- 第13回（2011年2月18日 放送）：齋藤千和（朝日奈葵 役）
- 第14回（2011年2月25日 放送）：（無）
- 第15回（2011年3月4日 放送）：山口勝平
- 第16回（2011年3月11日 放送）：中井和哉（大和田紋土 役、只有留言）
- 第17回（2011年3月18日 放送）：宮田幸季（不二咲千尋 役）
- 第18回（2011年4月1日 放送）：齊藤祐一郎（監製）
- 第19回（2011年4月8日 放送）：鳥海浩輔（石丸清多夏 役）
- 第20回（2011年4月15日 放送）：櫻井孝宏（桑田怜恩 役）
- 第21回（2011年4月22日 放送）：日笠陽子（霧切響子 役）
- 第22回（2011年4月28日 放送）：豐口惠（江之島盾子 役）

## 銷售評價
日本電子數碼娛樂調查公司Media Create指出該遊戲首周的銷售數量達到2萬5564套，是11月第四週第八最好銷量的遊戲，至於ASCII Media Works的相關調查則說該遊戲為同週第五最好銷量的遊戲。
電玩雜誌《週刊法米通》2010年12月2日號中的交叉評論單元（クロスレビュー）給予此作足以進入白金殿堂（プラチナ殿堂）的分數。此外，電撃Online和4Gamer.net駐站評論者的試玩報告都表示「很棒（素晴らしい）」。不過，亦有部分玩家批評該遊戲並不是全語音、以及分歧選項過少。

## 電視動畫
以《槍彈辯駁 希望學園與絕望高中生 The Animation》為名，於2013年7月4日首播。

### 製作人員
- 原作：Spike Chunsoft
- 監督：岸誠二
- 劇本監修：小高和剛
- 系列構成：上江洲誠
- 角色原案：小松崎類
- 角色設計：森田和明
- 黑白熊設計：網嵜涼子
- 道具設計：廣瀨智仁
- 設計工作：内古閑智之、山田可奈子
- CGI指導：内山正文
- 色彩設計：加口大朗
- 美術監督：宮越步、下山和人
- 美術設計：阿久澤奈緒子、平山瑛子
- 攝影監督：三品雄介
- 編輯：坂本雅紀
- 音樂：高田雅史
- 執行製片人：上田耕行、寺澤善德
- 總製片人：小倉充俊、古澤陽一郎、丸山博雄
- 製作人：福良啓、小池哲、本間隆紀、前田俊博
- 動畫製作人：比嘉勇二
- 音響監督：飯田里樹
- 動畫製作：Lerche
- 製作：「希望峰学園映像部」

### 主題曲
片頭曲
「DANGANRONPA」（第1話）
作曲、編曲：高田雅史
「Never Say Never」（第2－3、5－12話）
作詞：小高和剛、西田恵美、Marchitect、JasMace、Tribeca，作曲、編曲：高田雅史，主唱：TKDz2b
（第4話）
作詞：小高和剛，作曲、編曲：渡邊和紀，歌：小林幸子 feat.黑白熊（大山羨代）
片尾曲
（第1話－第12話）
作詞、作曲、編曲：，主唱：スズムfeat.そらる
（第13話）
作詞：em:óu，作曲：岩瀬聡志，編曲：前口渉，主唱：緒方惠美
插曲（第2話）
作詞：中垣雄一郎，作曲、編曲：MOSAIC.WAV，主唱：舞園沙耶香（大本眞基子）

### 各集列表
| 集數 | 章節       | 日文標題 | 中文標題                                                                | 劇本     | 分鏡                       | 演出       | 作畫監督                                               |
| ---- | ---------- | -------- | ----------------------------------------------------------------------- | -------- | -------------------------- | ---------- | ------------------------------------------------------ |
| #01  | PROLOGUE   |          | 歡迎來到絕望學園                                                        | 上江洲誠 | 木村真一郎                 | 木村真一郎 | 網嵜涼子                                               |
| #02  | CHAPTER 01 |          | 活下去 （非）日常篇                                                     | 上江洲誠 | 鐮田祐輔                   | 鐮田祐輔   | 長谷川哲也、黑澤貴子 成川多加志                        |
| #03  | CHAPTER 01 |          | 活下去 非日常篇                                                         | 上江洲誠 | 岸誠二                     | 大橋明代   | 樋口博美 津雄健德                                      |
| #04  | CHAPTER 02 |          | 週刊少年絕望雜誌 （非）日常篇                                           | 待田堂子 | 大原實                     | 岩田義彥   | 依田正彥 川田剛                                        |
| #05  | CHAPTER 02 |          | 週刊少年絕望雜誌 非日常篇                                               | 待田堂子 | 小林孝志                   | 小林孝志   | 黑澤桂子 廣瀨智仁                                      |
| #06  | CHAPTER 03 |          | 新世紀銀河傳說再現！ 裝甲勇者啊、立足大地吧！ （非）日常篇              | 關根聰子 | 木村真一郎                 | 橫田一平   | 伊藤依織子、本間亮 武內啟                              |
| #07  | CHAPTER 03 |          | 新世紀銀河傳說再現！ 裝甲勇者啊、立足大地吧！ 非日常篇                  | 關根聰子 | 鎌田祐輔                   | 鎌田祐輔   | 網嵜涼子、樋口博美 深川可純、柳瀨雄之 内原茂、廣瀨智仁 |
| #08  | CHAPTER 04 |          | All All Apologies Ⅰ(為一切的一切道歉 1)                                 | 村田治   | 柳瀨雄之                   | 齊藤哲也   | 秋山宏、 福部憲知、渡邊健一                            |
| #09  | CHAPTER 04 |          | All All Apologies Ⅱ(為一切的一切道歉 2)                                 | 村田治   | 木村真一郎                 | 大橋明代   | 黑澤桂子、廣瀨智仁 大澤美奈                            |
| #10  | CHAPTER 05 |          | 奔馳青春的絕望垃圾食物 （非）日常篇                                     | 待田堂子 | 政木伸一                   | 下司泰弘   | 酒井孝裕                                               |
| #11  | CHAPTER 05 |          | 奔馳青春的絕望垃圾食物 非日常篇                                         | 待田堂子 | 小林孝志                   | 小林孝志   | 樋口博美、廣瀨智仁 內原茂                              |
| #12  | CHAPTER 06 |          | 超高中级的不幸引来超高中级的杀人和 超高中级的处刑及超高中级的绝望之缘由 | 上江洲誠 | 木村真一郎                 | 野亦則行   | 網嵜涼子、星野真澄 黑澤桂子                            |
| #13  | EPILOGUE   |          | 再見了絕望學園                                                          | 上江洲誠 | 木村真一郎 岸誠二 小林孝志 | 木村真一郎 | 黑澤桂子、長谷川哲也 大澤美奈                          |

### BD／DVD
| 卷數 | 發售日         | 收錄話          | 規格品番  | 規格品番  |
| 卷數 | 發售日         | 收錄話          | BD初回版  | DVD初回版 |
| ---- | -------------- | --------------- | --------- | --------- |
| 1    | 2013年8月28日  | 第1話           | GNXA-1601 | GNBA-2181 |
| 2    | 2013年9月25日  | 第2話 - 第3話   | GNXA-1602 | GNBA-2182 |
| 3    | 2013年10月23日 | 第4話 - 第5話   | GNXA-1603 | GNBA-2183 |
| 4    | 2013年11月27日 | 第6話 - 第7話   | GNXA-1604 | GNBA-2184 |
| 5    | 2013年12月20日 | 第8話 - 第9話   | GNXA-1605 | GNBA-2185 |
| 6    | 2014年1月29日  | 第10話 - 第11話 | GNXA-1606 | GNBA-2186 |
| 7    | 2014年2月26日  | 第12話 - 第13話 | GNXA-1607 | GNXA-2187 |

### 播放電視台
日本深夜動畫：下文記載的日本国内播放時間使用日本標準時間（UTC+9）表示。因為部分時間标识會採用30小时制，因此請留意这类超过24:00的时间，其實際播放時間為翌日清晨。
| 播放地區   | 播放電視台   | 播放日期               | 播放時間（UTC+9）         | 所屬聯播網          | 備註                 |
| ---------- | ------------ | ---------------------- | ------------------------- | ------------------- | -------------------- |
| 近畿廣域圈 | 每日放送     | 2013年7月4日－9月26日  | 星期四 25時35分－26時05分 | 日本新聞網          | 製作局 Animeism第1部 |
| 關東廣域圈 | TBS電視台    | 2013年7月5日－9月27日  | 星期五 25時55分－26時25分 | 日本新聞網          |                      |
| 中京廣域圈 | 中部日本放送 | 2013年7月5日－9月27日  | 星期五 26時35分－27時05分 | 日本新聞網          |                      |
| 日本全國   | BS-TBS       | 2013年7月6日－9月28日  | 星期六 24時00分－24時30分 | 日本新聞網 衛星電視 |                      |
| 日本全國   | AT-X         | 2013年7月11日－10月3日 | 星期四 22時30分－23時00分 | 衛星電視            | 有重播               |

### 網絡廣播（動畫）
、2013年6月5日。
主持
緒方惠美（苗木誠的聲優）
主題曲
「Innocent Prisoner」
作詞：em:óu / 作曲・編曲：設楽哲也 / 歌：緒方惠美
來賓
- 第1回（2013年6月5日 放送）：（無）
- 第2回（2013年6月12日 放送）：石田彰（十神白夜 役）
- 第3回（2013年6月19日 放送）：（無）
- 第4回（2013年6月26日 放送）：日笠陽子（霧切響子 役）
- 第5回（2013年7月3日 放送）：小高和剛（原作シナリオ）
- 第6回（2013年7月10日 放送）：大本眞基子（舞園沙耶香 役）
- 第7回（2013年7月17日 放送）：（無）
- 第8回（2013年7月24日 放送）：上江洲誠（動畫脚本）
- 第9回（2013年7月31日 放送）：（無）
- 第10回（2013年8月7日 放送）：宮田幸季（不二咲千尋 役）
- 第11回（2013年8月14日 放送）：（無）
- 第12回（2013年8月21日 放送）：鳥海浩輔（石丸清多夏 役）
- 第13回（2013年8月28日 放送）：比嘉勇二（動畫製作人）
- 第14回（2013年9月4日 放送）：椎名碧流（瑟雷絲蒂亞·盧登堡 役）
- 第15回（2013年9月11日 放送）：山本健司
- 第16回（2013年9月18日 放送）：松本和香子（大神櫻 役）
- 第17回（2013年9月25日 放送）：岸誠二（監督）
- 第18回（2013年10月2日 放送）：豐口惠（江之島盾子 役）
- 第19回（2013年10月9日 放送）：寺澤善徳（執行製片人）
- 第20回（2013年10月16日 放送）：松風雅也（葉隠康比呂 役）
- 第21回（2013年10月23日 放送）：高田雅史（音楽）
- 第22回（2013年10月30日 放送）：小高和剛、比嘉勇二、網嵜涼子（モノクマデザイン）

## 舞台劇
。

### 初次公演
- 2014年10月29日-11月3日、日本青年館・公演。

演員
- 苗木誠：本郷奏多
- 霧切響子：岡本玲
- 十神白夜：小澤亮太
- 腐川冬子：大沢ひかる
- 大和田紋土：八神蓮
- 石丸清多夏：高木万平
- 桑田怜恩：宮下雄也（RUN&GUN）
- 山田一二三：向清太朗（天津）
- 朝日奈葵：藤江れいな（NMB48）、大島なぎさ ※雙人演員
- 不二咲千尋：石田晴香（AKB48）、奥仲麻琴（PASSPO☆）※雙人演員
- 瑟雷絲蒂亞·盧登堡：池端レイナ
- 大神櫻：山口ゆきえ（カーニバル）
- 舞園沙耶香：田中日奈子
- 葉隠康比呂：松風雅也、石田明（NON STYLE）※雙人演員
- 学園長：風間トオル（映像演出）
- 黑白熊：大山羨代（聲音演出）
- 江之島盾子：神田沙也加

製作人員
- 製作：吉田正大(beachwalkers.)
- プロデューサー：堀江慶（CORNFLAKES）・中崎裕介（東京音協）
- 演出：石田明（NON STYLE）
- 脚本：堀江慶
- 監修：小高和剛（スパイク・チュンソフト）
- 音楽：高田雅史（サウンドプレステージ）

主題曲
「World's End Curtain Call -theme of DANGANRONPA THE STAGE-」
作詞 - 神田沙也加 / 作曲 - Billy / 歌 - TRUSTRICK
映像特典
- 2015年3月12日発売

※大島なぎさ、奥仲麻琴、松風雅也はダイジェストでの出演。

### 二次公演
- 2016年6月16日-26日、東京・Zeppブルーシアター六本木 公演。
- 2016年7月1日-2日、名古屋・東海市芸術劇場（ユウナル東海） 公演。
- 2016年7月7日-10日、大阪・サンケイホールブリーゼ 公演。
- 2016年7月15日-7月16日神奈川・関内ホール　大ホール 公演。

演員
- 苗木誠：本郷奏多
- 霧切響子：岡本玲
- 十神白夜：中村優一
- 腐川冬子：七木奏音
- 葉隠康比呂：松風雅也、長田庄平 ※雙人演員
- 山田一二三：松尾駿、雨野宮将明 ※雙人演員
- 瑟雷絲蒂亞·盧登堡：池端レイナ
- 桑田怜恩：宮下雄也
- 大和田紋土：村田充
- 石丸清多夏：杉江大志
- 不二咲千尋：石田晴香（AKB48）、泉貴（THE HOOPERS）、森山千菜美 ※三人演員
- 朝日奈葵：佐藤すみれ（SKE48）、岩田華怜、松田彩希 ※ 三人演員
- 舞園沙耶香：後藤郁
- 大神櫻：山崎静代（南海キャンディーズ）
- 江之島盾子：神田沙也加
- 黑白熊：TARAKO

製作人員
- 脚本・演出：田尾下哲
- 音楽：高田雅史（サウンドプレステージ）
- 原作・監修・企画協力：スパイク・チュンソフト
- 制作：CORNFLAKES
- 後援：beachwalkers.
- 主催：希望ヶ峰学園演劇部/Zeppブルーシアター六本木運営委員会（東京公演のみ）

## 相關商品

### 書籍
- 槍彈辯駁 希望學園與絕望高中生 Visual Fan Book

2011年2月3日發售。 ISBN 978-4-79736-357-9
- 槍彈辯駁1・2 Reload 超高中級的公式設定資料集 -再填裝-

2013年12月27日發售、ISBN 978-4-04-729366-3

2013年10月25日發售。

2013年9月27日發售。ISBN 978-4-7580-1340-6

2013年11月26日發售。ISBN 978-4-8356-2270-5

2013年12月20日發售。ISBN 978-4-04-866065-5

2013年12月29日發售。

2015年11月13日発売。ISBN 978-4-83-562565-2

### 小說
- 槍彈辯駁／零

是由編劇師小高和剛遊戲小說化，內容是本作的前日談。作中的插畫是由負責人設的小松崎類擔當。
1. 槍彈辯駁／零 上（2011年9月15日、ISBN 978-4-06138-812-3）
2. 槍彈辯駁／零 下（2011年10月13日、ISBN 978-4-06138-815-4）

- 槍彈辯駁霧切

是由編劇師小高和剛與北山猛邦共同著作，作中的插畫同樣由小松崎類擔當，內容是霧切響子的過去篇。
- 槍彈辯駁十神

小說家佐藤友哉著作，作中的插畫由知名漫畫家高河弓擔綱，內容是十神白夜不人為知的活躍。
1. 槍彈辯駁十神 上 世界征服未遂慣犯（2015年11月27日、ISBN 978-4-06-139926-6）
2. 槍彈辯駁十神 中 希望之峰學園VS絕望高校（2016年4月16日、ISBN 978-4-06-139936-5）

- 槍彈辯駁 希望學園與絕望高中生

-  2013年9月20日發售 ISBN 978-4-8291-4735-1
-  2013年12月20日發售 ISBN 978-4-04-712984-9

- 槍彈辯駁1・2 Beautiful Days

-  2014年12月15日発売 ISBN 978-4-0473-0108-5

### 漫畫
- 槍彈辯駁 希望學園與絕望高中生（漫畫・第1期）

enterbrain的網路漫畫配信網站『ファミ通コミッククリア』於2010年10月15日短期集中連載の漫画。故事沿用體驗版的内容。全3話。作畫是燈谷朔。

- 槍彈辯駁 希望學園與絕望高中生（漫畫・第2期）

enterbrain的網路漫畫配信網站『ファミ通コミッククリア』に2011年6月24日から連載されている漫画。故事為本編的内容，人物視點隨著不同章節而有所差異。作畫是燈谷朔。
1.  2012年4月14日發售 ISBN 978-4-04727-986-5
2.  2012年12月15日發售 ISBN 978-4-04728-572-9
3.  2013年6月15日發售 ISBN 978-4-04728-982-6
4.  2014年1月14日發售 ISBN 978-4-04-729407-3

-  2013年6月22日發售 ISBN 978-4-04-120776-5
-  2013年12月24日發售 ISBN 978-4-04-120940-0
-  2014年4月26日發售 ISBN 978-4-04-121088-8
-  2014年8月26日發售 ISBN 978-4-04-102032-6

-   2016年3月25日発売 ISBN 978-4-04-865853-9

- 2011年7月25日發售 ISBN 978-4-7580-0639-2
-  2011年9月24日發售 ISBN 978-4-7580-0656-9
-  2014年1月25日發售 ISBN 978-4-7580-0791-7
-  2011年8月25日發售 ISBN 978-4-7580-0650-7

-  2012年1月25日發售 ISBN 978-4-7580-0677-4
-  2014年2月25日發售 ISBN 978-4-7580-0793-1

2013年8月27日發售。ISBN 978-4-04-891833-6

## 后续发展
Spike於電玩通（台灣）第350期上公佈出槍彈辯駁的續作。正式稱呼《超級槍彈辯駁2 再見絕望校園》（スーパーダンガンロンパ2 さよなら絶望学園），2012年7月26日發售。
電玩通（台灣）第441期上公布《槍彈辯駁》與《超級槍彈辯駁2》的合輯遊戲——《槍彈辯駁1・2 Reload》，並使用於PSV新掌機上發售及發表，發售日2013年10月10日。
索尼电脑娱乐公司于2015年9月15日的“SCEJA Press Conference 2015”新品发布会上宣布第3部正传《新弹丸论破V3：大家的自相残杀新学期》（NewダンガンロンパV3 みんなのコロシアイ新学期）将会登陆PSV和PS4，该策划在外传《絕對絕望少女》公布时就已经宣布策划，2015年3月已经进入早期开发阶段。

## 外部連結
- 槍彈辯駁系列官方網站 （日語）
  - 槍彈辯駁 希望學園與絕望高中生官方網站
  - 槍彈辯駁1·2 Reload官方網站
- 《槍彈辯駁 希望學園與絕望高中生》法米通特設網站 （页面存档备份，存于）（日語）
- 《槍彈辯駁 希望學園與絕望高中生》動畫網站（日語）
- 漫畫版官方網站 （页面存档备份，存于）（日語）